# Cauvetauropus duhouxi
Cauvetauropus duhouxi är en mångfotingart som beskrevs av Jules Rémy 1960. Cauvetauropus duhouxi ingår i släktet Cauvetauropus och familjen fåfotingar. Inga underarter finns listade i Catalogue of Life.